# Beatriz Matar
 Beatriz Matar (30 de septiembre de 1944); Buenos Aires, Argentina, es una dramaturga, actriz de cine y teatro y profesora y directora de teatro.

## Su relación con el arte
Estudió en la Escuela Nacional de Arte Dramático, donde se formó junto a actores de la talla de Juan Carlos Gené y Augusto Fernandes y que más adelante integró como profesora.
Tuvo papeles breves en varias películas y se destacó en 
Pajarito Gómez -una vida feliz-  (1965) recibiendo por su actuación en este filme el premio Cóndor de Plata a la mejor actriz de reparto.
Posteriormente se inclina más hacia el teatro, como intérprete, autora y directora.
Trabajó como actriz, entre otras obras, en Lo que no fue de Noel Coward, El Sirviente de Harold Pinter y en el unipersonal El Reino de las Mujeres  sobre textos de Antón Chejov.
Entre las obras que dirigió cabe nombrar a Tartufo de Molière en el Teatro General San Martín y Miserias y terrores del Tercer Reich en la sala de la Sociedad Hebraica Argentina.
En 2003 dirigió en la sala Picadilly con Maria Florentino y Ruben Stella su obra Como en un Tango. Al año siguiente dirigió Me muero por ella con Edgardo Nievas y Katia Alemann y como directora y autora, en el Centro cultural del Teatro General San Martín, La traición del recuerdo con Luisa Kuliok. 
Otra de las obras que dirigió fue Las mujeres siempre son, de Elisa Fernández Navarro, en el Teatro del Pueblo.

## Autora
Escribió más de veinte obras teatrales; La condición erótica se estrenó en la sala Liberarte de Madrid en 1998 y en 2003 ocurrió lo mismo con La amante de Lawrence. Por otra parte, Los helicópteros no existen es considerada por UNICEF como de interés para el público adolescente. En 2004 estrenó en la Sala Multiteatro su versión teatral de Los nietos nos miran  de Juana Rottemberg, con la actuación de Graciela Dufau y dirección de Hugo Urquijo. Su versión de Las preciosas ridículas de Molière, que titularía Más ridículas que preciosas, que escribió para un grupo de exalumnos de sus talleres de teatro, fue escenificada en el teatro Boedo XXI con dirección de Alejandro Velazco.
Entre 1994 y 1996 escribió guiones para el ciclo de televisión Alta Comedia dirigido por María Herminia Avellaneda.
También escribió La tarea de ser actor (1997), donde vuelca su experiencia como docente de teatro, canciones para películas y artículos periodísticos sobre diversos temas.

## Obras de teatro que escribió
- Más ridículas que preciosas
- La vida es un cabaret
- La amante de Lawrence
- La traición del recuerdo
- Temporada de silencio
- Como en un tango

## Espectáculos que dirigió
- Las mujeres siempre son
- La vida es un cabaret
- La nena y la mucama
- La traición del recuerdo
- Muero por ella
- Como en un tango
- Tartufo
- Primaveras
- Miserias y terrores del Tercer Reich

## Filmografía
Actriz
- El impostor    (1997) …Serafina
- El proyecto   (Abandonada) (1968)
- Buenos Aires, verano 1912    (1966)
- Todo sol es amargo   (1966)
- Pajarito Gómez -una vida feliz- o El ídolo  (1965)
- Circe   (1964)
- Sombras en el cielo   (1961)
- Racconto   (Inédita) (1963)
- Los jóvenes viejos   (1962)
- La mano en la trampa   (1961)
- Tres veces Ana   (1961)

## Televisión
- Rompecabezas (Serie)  (1985) …Nina
- Los doce del signo (Serie) (1969) ….Panelista

## Directora de televisión
- La única noche (Serie) (1985)

## Adaptación para televisión
- Alta comedia (Serie) Episodio Como una rosa blanca (1996)